# Хронологија ФНРЈ и КПЈ децембар 1946.
Хронолошки преглед важнијих догађаја везаних за друштвено-политичка дешавања у Федеративној Народној Републици Југославији (ФНРЈ) и деловање Комунистичке партије Југославије (КПЈ), као и општа политичка, друштвена, спортска и културна дешавања која су се догодила у току децембра месеца 1946. године.
| ← новембар · Хронологија ФНРЈ и КПЈ током 1946. године · јануар '47. → |

### 7. децембар
- Народна скупштина ФНРЈ донела Закон о национализацији приватних предузећа којим су су била обухваћена сва привредна предузећа од тзв „општедржавног и републичког значаја“. Применом овог закона и формално је ликвидрано постојање страног капитала у привреди Југославије, а Народна скупштина је априла 1948. донела допуне овог Закона, чиме је национализована читава привреда.[1][2][3]

### 8. децембар
- У Београду одржан Свесловенски конгрес на ком су, поред југословенске, учествовале делегације из Совјетског Савеза, Пољске, Чехословачке и Бугарске. За председника Свеславенског комитета, чије је средиште из Москве премештено у Београд, изабран је Божидар Масларић. Свечаном отварању Свеславенског конгреса присуствовао је и председник Владе ФНРЈ маршал Јосип Броз Тито.[1][3]

### 13. децембар
- У Њујорку на Трећој седници Савета министара спољних послова донета одлука да се сазове Конференција за израду конвенције о режиму пловидбе на Дунаву, која је одржана августа 1948. у Београду.[2]

### 19. децембар
- У Њујорку Савет безбедности ОУН једногласно донео Резолуцију бр. 15 у којој је одлучено да се образује Комисија за испитивање ситуације у северној Грчкој и дуж границе према Албанији, Југославији и Бугарској. Пре тога, на неколико својих седница Савет безбедности је водио дискусију, на основу оптужбе, која је била покренута од стране Владе Краљевине Грчке, да Југославија, Албанија и Бугарска интервенишу у грађанском рату у Грчкој и да помажу јединице Демократске армије.[2]

### 22. децембар
- У Београду Војни суд града Београда осудио на смрт 17 високих немачких официра, због ратних злочина почињених у Југославији током Другог светског рата. Осуђени на смрт вешањем били су — Аугуст Мајснер (1886—1947), генерал-лајтант СС и највиши представник рајхсфирера Химлера у Србији 1942—44; Вилхерлм Фукс (1898—1947), пуковник СС и шеф Ајнзац групе за Србију 1941—42; Ханс Хелм (1909—1947), пуковник СС; Фридрих Полте (1911—1947), пуковник СС; Лудвиг Тајхман (1909—1947), потпуковник СС; Ернест Вајнман (1911—1947), мајор СС; Рикард Казерер (1896—1947), СС оберфирер и пуковник полиције; Јозеф Екерт (1901—1947), штурмфирер СС и Јосиф Хан (1914—1947), шарффирер СС. Осуђени на смрт стрељањем били су — Фриц Милер (1911—1947), капетан СС; Херман Мандауз (1907—1947), царински секретар; Тома Фефер (1921—1947), обершаффирер СС; Карл Рајс (1881—1947), мајор шуц полиције; Паул Фаненштрајбер (1903—1947), мајор шуц полиције; Алберт Тенесен (1898—1947), капетан шуц полиције; Хајнрих Хорман, царински инспектор и Херман Мелер, пуковник шуц полиције. Сви осуђени погубљени су 24. јануара 1947. године.

### 27. децембар
- Одржана је седница Президијума Народне скупштине ФНРЈ на којој је ратификован Уговор о усклађивању привредних планова, о царинској унији и изједначавању валута између ФНР Југославије и НР Албаније, који је  потписан 27. новембра у Београду.[1][3]

### 31. децембар
- У Титограду одржана седница Уставотворне скупштине Народне Републике Црне Горе на којој је проглашен Устав Народне Републике Црне Горе и донета одлука да Уставотворна скупштина настави рад као Народна скупштина Народне Републике Црне Горе. За председника Народне скупштине изабран је Петар Комненић, а за председника Президијума Народне скупштине изабран је Милош Рашовић.[4]
- У Скопљу одржана на седници Уставотворног собрања Народне Републике Македоније на којој је проглашен Устав Народне Републике Македоније и донета одлука да Уставотворно собрање настави рад као Народно собрање Народне Републике Македоније. За председника Народног собрања изабран је Борис Спиров, а за председника Президијума Народног собрања изабран је Благоја Фотев.[4]
- У Сарајеву одржана седница Уставотворне скупштине Народне Републике Босне и Херцеговине на којој је проглашен Устав Народне Републике Босне и Херцеговине и донета одлука да Уставотворна скупштина настави рад као Народна скупштина Народне Републике Босне и Херцеговине.[4][5]